# Welford-Nationalpark
Der Welford-Nationalpark (engl.: Welford National Park) ist ein Nationalpark im Zentrum des australischen Bundesstaates Queensland. Er liegt 991 km westlich von Brisbane und etwa 60 km nordöstlich von Windorah.

## Geschichte
Das Land wurde ab 1882 als Weideland genutzt. Die Schafzuchtstation hieß Welford Downs nach ihrem Gründer Richard Welford. Welford selbst hatte die Station Walton benannt. Der Nationalpark wurde 1992 auf Betreiben von Claire Gillman gegründet. Die frühere Welford Downs Station dient heute als Unterkunft für das Personal des Nationalparks und kann auch besichtigt werden.
Im Park finden sich heute noch Steinmuster und Zisternen der Aborigines.

## Landesnatur
Der Park liegt im Channel Country am Barcoo River. Neben den Flussauen gibt es auch flaches Land mit roten Sanddünen.

## Flora und Fauna
Der Welford-Nationalpark schützt das mit Mulga und Mitchellgras bewachsene Flachland. Entlang der Flusskanäle finden sich "River Red Gums" (Eucalyptus camaldulensis) und "Coolibahs" (Eucalyptus coolabah) und auf den Sanddünen haben sich "Ghost Gums" (Corymbia dallachiana) angesiedelt.
Das seltene Gelbfuß-Felskänguru kommt im Park ebenso vor, wie der Vielfarbensittich.

## Einrichtungen
Wildes Zelten ist an zwei Stellen am Barcoo River erlaubt.
Die Freizeitaktivitäten spielen sich hauptsächlich um die Wasserlöcher ab. Die Besucher fahren dort mit Kanus, Kajaks und anderen Booten.

## Zufahrt
Der Park kann von Windorah aus über die Diamantina Developmental Road (Ausfahrt Tenham / Thunda, 42 km östlich von Windorah) erreicht werden. Von dort führt eine 53 km lange, unbefestigte Straße nach Nordosten zum südlichen Parkeingang. Der andere Weg führt über die Thomson Developmental Road (teilweise unbefestigt) nach Jundah (99 km) und von da aus über eine 21 km lange, unbefestigte Straße nach Süden zum nördlichen Parkeingang.